# مونستر (مانغا)
مونستر (بالإنجليزية: Monster)‏ هي سلسلة مانغا يابانية صدرت عام 1994، من تأليف ورسم ناوكي أوراساوا ونشرتها شوغاكوكان في مجلتها للمانغا بغ كومك أوريجينال، وقد طبعت في ثمانية عشر مجلدًا. وفي عام 2004 أُنتجت رسومًا متحركة من قبل مادهاوس في سلسلة حلقات من 74 حلقة بثت ما بين عامي 2004 و2005 على قناة إن تي في. تدور القصة حول كينزو تينما، وهو جراح ياباني يعيش في دوسلدورف بألمانيا، وتدخل حياته في حالة من الاضطراب بعد أن تورط مع يوهان ليبرت، أحد مرضاه السابقين، والذي تبين أنه قاتل متسلسل مختل عقليًا.
تميزت مانغا مونستر بالغموض والتحقيقات والصبغة الأوروبية الطاغية عليه حيث أن الأحداث تدور بشكل كلي في أوروبا في نهاية القرن العشرين. كما أن للإثارة والتشويق نصيب كبير فيها، وتسلسل أحداثها يشبه كثيرًا نمط تسلل الروايات الأوروبية.
كان مونستر أول عمل لأوراساوا يحظى بإشادة ونجاح دوليين؛ باعت المانغا أكثر من 20 مليون نسخة، مما يجعلها واحدة من سلاسل المانغا الأكثر مبيعًا على الإطلاق. فازت المانغا بالعديد من الجوائز، بما في ذلك جائزة شوغاكوكان للمانغا السادسة والأربعين، ومهرجان الفنون الإعلامية الياباني. تم تصنيف تعديل الأنمي الخاص به على أنه أحد أفضل مسلسلات الأنمي في عقده.

## القصة
تدور أحداث مانغا مونستر في أوروبا في نهاية القرن العشرين، وتحديدًا في ألمانيا الغربية قبل الوحدة مع ألمانيا الشرقية حتى نهاية القرن العشرين بعد توحد الشطرين. تبدأ القصة ببطل المانغا الطبيب كينزو تينما، الطبيب الياباني البارع الذي جاء من اليابان ليدرس في ألمانيا الغربية ويعمل في أحد أرقى مستشفيات ألمانيا الغربية آنذاك؛ مستشفى آيسلر في مدينة دوسلدورف. برع الطبيب تينما في الجراحات العصبية، وكان السبب الأكبر في نجاح مستشفى آيسلر ورواج شهرته. يؤنبه ضميره يومًا حينما يكتشف أن رب منزل توفي لأنه لم يعمل العملية له، بل عالج شخصًا آخر ذو منزلة اجتماعية مع أنه جاء بعد الرجل المتوفى، فيقع في تأنيب ضمير شديد جعله يقرر أن يعالج بحسب أولوية الوصول، لا المكانة الاجتماعية. ذات يوم يستقبل المستشفى طفلاً مصابًا بطلقٍ ناري في رأسه، وبينما الطبيب تينما يتجهز ويستعد للعملية إذ برفاق عمله يخبروه بأن المدير يأمره بأن يعالج محافظ المدينة الذي أصيب قبل قليل، فيرفض ويكمل علاج الصبي. يستقبل المستشفى بعدها أخت الطفل التوأم وهي مصابة بصدمة نفسية متمتمة بعبارة "اقتل!"، فتوضع في غرفة منفردة. بعد ذلك يأتي الخبر بأن المحافظ توفي، فيلقي رفيقاه اللذان أخبراه بأمر المدير أصابع الاتهام إليه، ويعاقبه بعدها مدير المستشفى بأن يقيله من رئاسة مجلس الجراحين ويوقف دعم تمويله لبحث تينما العلمي، فيصاب تينما بإحباط شديد فيقصد المستشفى ويجلس بجانب الطفل الذي عالجه، ويبدأ حينها يخاطب نفسه بأنه لم يفعل أن شيء خاطئ، وأن أرواح الناس متساوية ولا تفضيل فيها، فيزداد غضبه ويقول بأن المدير والجراحَين هم من يستحق الموت، فيسمعه الطفل يوهان المصاب بانفصام الشخصية، وفي تلك الليلة يقتل المدير والجراحَين من قبل يوهان ويلوذ بالفرار هو وأخته، في حين يكون الطبيب تينما في منزله ثملاً مستاءً مما حل به.
بعد هذه الحادثة ترجع للطبيب تينما شهرته ومكانته في المستشفى، ويشك فيه المحقق في الشرطة الفيدرالية لونغ، ولكن لانعدام الأدلة التي تدين تينما، فقد كان في منزله ثملاً وقت الحادثة، يتوقف التحقيق في القضية. وبعد مرور بضع سنين، تحدث سلسلة جرائم قتل الأزواج، هذا وحيث أن يوهان عندما أحضر إلى المستشفى مصابًا بالطلق في رأسه في تلك الليلة، كان قد قُتل والداه بالتبني أيضًا في نفس الحادثة، وكانت اخته هي الناجية الوحيدة. تتسارع الأحداث قيكتشف تينما أن يوهان هو الفاعل، ويذكره يوهان بانه هو من قتل المدير والجراحين بناءً على طلبه تلك الليلة. تبدأ من هذه اللحظة القصة في منعطف آخر، حيث يصبح تينما محققا أكثر من كونه طبيبًا، ويهرب من المستشفى بعد أن يكون قد اشتبه به في قضية قتل بستاني، ويعيش بعدها حياة الهارب من العدالة في نفس الوقت الذي يسافر فيه من مدينة إلى أخرى متنقلاً بحثًا عن يوهان ومكتشفًا للحقيقة. في نهاية القصة، يظهر أن يوهان مصاب بانفصام شخصية، حيث أن الشخصية الأخرى هي لأخته التي عانت في ظل تجارب الحكومة التشيكوسلوفاكية في إنشاء جيل بلا رحمة ولا شعور كهتلر فيما سمي بمشروع جيل النخبة.

## الشخصيات

### الشخصيات الرئيسية

الطبيب كينزو تينما.

الوحش الذي تتكلم عنه القصة؛ يوهان ليبرت.

نينا فورتنر (أنا ليبرت)، الأخت التوأم للوحش يوهان ليبرت.

- الطبيب كينزو تينما

تلميذٌ جامعي ياباني أتى للدراسة في ألمانيا الغربية، وينحدر من عائلة متوسطة تعيش في اليابان ويعمل والده طبيبًا. تخرج من الجامعة ليعمل في مستشفى آيسلر في دسلدورف في الجراحة العصبية، وكان أبرع من في المستشفى مما جعله الجراح المفضل لدى مدير القسم، السيد هاينمان، حتى أن السيد هاينمان عرض عليه الزواج بابنته إيفا. كما يظهر عليه الذكاء وقوة الملاحظة أثناء ملاحقته ليوهان، كما أنه يحضى بعلاقات اجتماعية جيدة مع أصدقائه ومرضاه.
- يوهان ليبرت

الوحش الذي تتكلم عنه القصة، وهو الطفل الصغير الذي جيء به إلى مستشفى آيسلر مصابًا بطلق ناري في منتصف جبهته، وكان حينها مُتبنىً هو وأخته التوأم من قبل سياسي في ألمانيا الشرقية ولجأ لتوه إلى ألمانيا الغربية. يُقتل والداه بالتبني، وأما هو فتتم معالجته من قبل الطبيب تينما، فيصح ويتعافى، في حين تكون اخته التوأم في صدمة نفسية قوية.
- نينا فورتنر/ أنَّـا ليبرت

وهي الأخت التوأم ليوهان الوحش. في بداية مسلسل الأنمي لا يكون لها دور كبير، ولكنه يبدأ في التنامي عندما يكتشف الطبيب تينما أن يوهان، بعد هروبه من المستشفى، ترك اخته لتُتبنى من قبل عائلة تقطن مدينة هايدلبرغ دون أن يكون لهم علم مسبق بماضيها. تظهر نينا طالبة مهذبة تدرس في الجامعة في نفس الوقت الذي تعمل به وتنعم بحياة هانئة مع والديها بالتبني، حيث أنها نسيت ماضيها السابق. ولكن سرعان ما يتبخر ذلك بعد أن تتم عامها العشرين ويظهر يوهان ليستعيد اخته، فيقتل لذلك والديها، وتبدأ حياتها بالتغير بعد أن تعلم من الدكتور تينما الذي يخبرها بحقيقة يوهان، فتتذكر أنها هي من أطلقت عليه النار تلك الليلة، لأنه قتل والديهما بالتبني. فتقرر حينها أن تحاول قتله مرة أخرى بنفسها. فتتنقل بين مدينة وأخرى كما يفعل الطبيب تينما، وفي بعض الأحيان كانا يلتقيان ويفترقا بعدها.
- المفتش لونجي

هو مفتش من الشرطة الفدرالية يبدأ ظهوره بعد أن يحقق في جريمة مقتل مدير قسم الجراحة العصبية في مستشفى آيسلر السيد هاينمان والجراحين الآخرين، ويشك حينها بتينما ولكن لانعدام القرائن والدلائل يتوقف التحقيق في القضية. ثم يعاود الظهور بعدها في حوادث قتل الأزواج التسلسية، يتضح بعدها أن يوهان هو من يقف خلفها. ولكن عندما يخبره تينما بذلك، يشك به ويظن أن يوهان شخصية اخترعها تينما ليهرب من جرائمه، ولكنه يغير رأيه بعد ذلك، ويظن بأن يوهان شخصية انفصامية لتينما نفسه. يظهر المفتش رونج في القصة دائم الشك غير مصدق لما يقول ويصرح به الطبيب تينما، وحتى بعد أن ينقذه تينما من طعنة تلقاها من أحد المجريمن جراء تحقيقه في قضيته، يظل يظن أن تينما قاتل ذكي جدًا.
- ديتر

ديتر طفل يتيم يعيش مع طبيب نفسي (يعرف بين الناس بوزير الصحة السابق في ألمانية الغربية). في أحداث القصة يقصد الطبيب تينما هذا الوزير آملاً أن يجد عنده بعضًا عن ماضي يوهان، وقبل أن يصل بيته يجد ديتر مصابًا ببعض الرضوض فيعالجه، ويقصد بيت الوزير. وبينما كان يتحدث مع الوزير، يدخل عليهما ديتر فيتعرف عليه تميا. وبعدة عدة زيارات للوزير، يكتشف تينما أن الوزير ما هو إلا طبيب نفسي من دار كيندرهايم 511 للأيتام التي نشأ فيها يوهان، ويكتشف بأنه يعذب ديتر ليجعل منه يوهان آخر. ينقذ الطبيب تينما بعد ذلك ديتر من الوزير، ومع أن تينما يعرض على ديتر أحيانًا كثيرة البقاء مع أناس طيبين، إلا أن ديتر يرفض، ويظل يتبعه حتى نهاية القصة.
- إيفا هاينمان

هي ابنة السيد هاينمان مدير قسم الجراحة العصبية في مستشفى آيسلر قبل أن يُقتل على يد يوهان. أُعجب السيد هاينمان ببراعة الطبيب تينما وكيف أنه رفع من سمعة وشأن المستشفى، كما أن كثيرًا من العمليات الجراحية الصعبة لا يفعلها إلا تينما، فيعرض عليه الزواج بابنته إيفا. فيخطبها تينما، ومع أن العلاقة كانت بينهما جيدة في بداية المطاف، إلا أنها تنتهي مع حادثة وفاة المحافظ في المستشفى، فكما عاقبه والدها، تخلت هي عنه ورمت بخاتم الخطبة حينما فابلته في حفل تكريم الجراحين الذين حاولا إنقاذ المحافظ. وبعد أن يُقتل أباها، تحاول أن ترجع العلاقة مع تينما لسابق عهدها، إلا أنه كان يرفض في كل مرة تخبره فيها عن الموضوع.

### شخصيات أخرى
- المدير هاينمان

هو مدير قسم الجراحة العصبية في مستشفى آيسلر، وكان شديد التعلق بالطبيب تينما كونه جلب السمعة الجيدة للمستشفى والقسم تحديدًا بنجاحاته الباهرة في العمليات التي يقوم بها. تظهر القصة السيد هاينمان كرجل أعمال لا يهتم بالأخلاقيات كثيرًا ويسخر القسم ليكسب شهرة أكبر بين أوساط المجتمع الثري، فمع أن الطفل يوهان أتى مصابًا بطلق ناري، وهو من يحق له أن يعالج أولاً، يأتي أمر السيد هاينمان لتينما بأن يفعل العملية أولاً للمحافظ، فقد وعده المحافظ سابقًا السيد هاينمان بمساعدات مالية للقسم. كان يقول دومًا لتينما بان حياة البشر غير مستاوية، كما كانت كذلك تردد إيفا ابنته على مسامع تينما مراراً وتكراراً.
- أوتو هيكل

هو لص بارع تعرف عليه الطبيب تينما وهو يحقق في إحدى الجرائم التي وقعت في إحدى الفلل أثناء ملاحقته ليوهان، فيلقى هنالك هينكل متلبسًا يحاول السرقة، فيتعرفا على بعضهما، فيماشيا بعضهما البعض ليحصل تينما منه على بعض المعلومات، ولأن هينكل فكر بأنه لو جعل الطبيب تينما يعالج أصحاب الجرائم الذين لا يستطيعون الذهاب إلى المستشفى سيجني من وراء ذلك المال الكثير. هينكل سارق بارع، لكنه لا يحب الألغاز والغموض والتحقيقات التي كان يخوض فيها الطبيب تينما، كما أنه لا يحب الاعتداء على الآخرين أو أذيتهم، بل يحب أن يسرق بهدوء دون أن يفتعل أية مشكلة. يكلفه تينما في بعض رحلاته بأن ينتبه ويراقب الطفل ديتر حال غيابه، فيتذمر هيكل لذلك كثيرًا.
- روبيرتو

رجل ضخم البنية قوي الصرعة، كما أنه قاتل محترف. هو أحد أطفال دار كيندرهايم 511 للأيتام، لا يعلم أي شيء عن ماضية، ويعمل عند يوهان حارسًا شخصيًا، ويظهر عليه تعلقه الشديد بيوهان. أشير في القصة إلى أنه ابن أخت أحد المسؤوليين الكبار في الأمن القومي التشيكوسلوفاكي، السيد كارل رانكي.
- فرانز بونابارتا/ كلاوس بوب

وهو أحد القائمين الرئيسين على مشروع إنشاء جيل بلا مشاعر ولا رحمة، أو ما سمي في مسلسل الأنيمي بجيل النخبة. كما أنه كاتب لعدد من القصص المصورة الحزينة والكئيبة في نفس الوقت، لعل أشهرها قصة وحش بلا اسم، وهي القصة التي قرأها يوهان وأخذ منها اسمه ورسم بفكرتها خططه. في نهاية القصة عندما يعثر عليه الطبيب تينما في إحدى المدن الصغيرة، وحينما تعم الفوضى ويقتل أصحاب المدينة بعضهم بعضا، يكون فرانز مع غريمر، أحد خرجي دار كيندرهايم 511، وعندما يستمع إلى قصة غريمر ويراه يموت، يندم فرانز على ما فعل، ويكشف حقيقة حبه لوالدة التوأمين، وأنه قتل كل الحاضرين في حفل يضم المنتسبين للمشروع، لأنه لم يشأ أن يتحول طفلين جميلين مثل يوهان وأنا إلى وحوش. وفي خضم الأحداث وتلاحقها يتلاقى مع يوهان في وسط المدينة، فيسعى فرانز لقتله إلا أن روبيرتو، حارس يوهان الشخصي، يكون له بالمرصاد فيرديه قتيلاً برصاصة في رأسه.

## الإنتاج
كشف أوراساوا أنه طرح فكرة كتابة مانغا عن المجال الطبي في عام 1986 تقريبًا، لكنه قال إن محرره لم يتحمس للفكرة. لذلك اقترح مازحًا قصة عن الجودو النسائي، مما أدى إلى أول عمل منفرد له ياوارا! (1986–1993).
جاءت الفكرة الأصلية لمونستر من المسلسل التلفزيوني الأمريكي الهارب في الستينيات، والذي كان له تأثير قوي على أوراساوا عندما شاهده في سن الثامنة. في القصة، أُدين طبيب ظلمًا بارتكاب جريمة قتل، لكنه يهرب ويبحث عن القاتل الحقيقي أثناء فراره من الشرطة. وقال إن محرره كان مُصرًا على أن المسلسل لن ينجح، وحاول منعه من إنشائه.
تأثرت الصناعة الطبية اليابانية بشدة بالممارسات المهنية في ألمانيا، وبالتالي بدا من الطبيعي للمؤلف أن يجعل الأحداث في مونستر تدور في ألمانيا. تم اختيار ألمانيا ما بعد الحرب بحيث يمكن تضمين حركة النازيين الجدد في القصة. عندما بدأ إصدار مجلة مونستر نصف الشهرية في نهاية عام 1994، كان أوراساوا يكتب بالفعل هابي! أسبوعيًا واستمر في إجراء تسلسل لكليهما في نفس الوقت. عندما انتهى هابي! في عام 1999، وبدأ بإصدار مجلة 20th Century Boys الأسبوعية. أدت كتابة كل من مونستر وفتيان القرن 20 في نفس الوقت إلى دخوله المستشفى لفترة وجيزة بسبب الإرهاق.

## الجوائز واستقبال الجمهور
1. حصلت القصة على جائزة الامتياز من قبل مهرجان الفنون الإعلامية اليابانية عام 1997، وجائزة شوكاكوغان للمانغا عام 2001.[9]
2. ضمنتها يالسا في قائمة روايات ذوات رسومات عظيمة لعام 2007.[10]

## اقرأ أيضًا
- ناروتو (مانغا)
- القناص (مانغا)
- المحقق كونان

## روابط خارجية
- مونستر على موقع IMDb (الإنجليزية)
- مونستر على موقع ANN manga (الإنجليزية)